# Hibridismo caprino x ovino
A ovelha doméstica (Ovis aries, 2n=54) e a cabra doméstica (Capra hircus 2n=60) pertencem a família Bovidae, subfamília Caprinae, entretanto são menos parecidas, e a hibridação acontece muito raramente, o que difere dos cruzamentos híbridos mais conhecidos (mula e beefalo).

## Toast of Botswana (Wikipédia em inglês)
Relato e comprovado cientificamente em Botswana em 2000. Nos casos descritos, sempre o macho é carneiro e a fêmea cabra e o híbrido possui 57 cromossomos, 27 (metade) do carneiro somado a 30 (metade) da cabra. Porém, na maioria das vezes, nem a ovelha nem a cabra levaram um feto híbrido vivo a termo, exceto quando usados procedimentos especiais para reduzir incompatibilidade interespecífica no acasalamento(FEHILLY et al. (1984)).
Em francês os híbridos são denominados "Chabin", e em alemão "Schiege".

## Quimera
Um outro tipo de híbrido formado, através de manipulação de embriões, com células de cabra e de carneiro, não constituindo um híbrido verdadeiro, também chamado de quimerismo.